# Lilla Acksjön, Södermanland
Lilla Acksjön är en sjö i Södertälje kommun i Södermanland och ingår i Norrströms huvudavrinningsområde. Sjön är 7 meter djup, har en yta på 0,0457 kvadratkilometer och är belägen 58,6 meter över havet.

## Delavrinningsområde
Lilla Acksjön ingår i det delavrinningsområde (657126-159441) som SMHI kallar för Rinner till Mälaren-Gripsholmsviken. Medelhöjden är 32 meter över havet och ytan är 28,83 kvadratkilometer. Det finns inga avrinningsområden uppströms utan avrinningsområdet är högsta punkten. Råcksta å (Bergaån) som avvattnar avrinningsområdet har biflödesordning 2, vilket innebär att vattnet flödar genom totalt 2 vattendrag innan det når havet efter 55 kilometer. Avrinningsområdet består mestadels av skog (51 procent), öppen mark (17 procent) och jordbruk (27 procent). Avrinningsområdet har 0,19 kvadratkilometer vattenytor vilket ger det en sjöprocent på 0,7 procent. Bebyggelsen i området täcker en yta av 0,53 kvadratkilometer eller 2 procent av avrinningsområdet.